# Lopön Csecsu
Lopön Csecsu Rinpocse (Bhután, 1918 – Thaiföld, 2003. június 10.) a tibeti buddhizmus egyik kiemelkedő tanítója. Tevékenységét széles körben elismerték a Himalája vidékén, és sok tanítványa volt keleten és nyugaton egyaránt.

## Áttekintés
Gyermekkorában avatták szerzetessé a legnagyobb bhutáni kolostorban, Punaka Dzsongban. Tanult az összes tibeti buddhista iskola fontos tanítóitól, különös tekintettel a Drukpa Kagyü és a Karma Kagyü vonalakra. 1944-ben, Bhutánban találkozott a 16. Gyalwa Karmapával, akinek közeli tanítványa lett és megkapta tőle a Karma Kagyü átadási vonal legfontosabb tanításait. Karmapa így nyilatkozott Lopön Csecsu Rinpocséről: „Ha én vagyok Buddha, akkor  ő Ánanda”. Ánanda volt Buddha legfőbb tanítványa. A Karmapától kapott átadások mellett Lopön Csecsu Rinpocse magas szintű átadásokban részesült a tibeti buddhizmus három másik átadási vonalának (a gelug, a szakja és a nyingma) több nagy tanítójától is.

## Tevékenysége
Tibet kínai megszállása után Lopön Csecsu Rinpocse katmandui székhelyéről kulcsfontosságú szerepet játszott a buddhizmus nepáli fejlődésében. Nagy befolyással bírt a sokszínű nepáli buddhista közösségre, és egyaránt tisztelték nagy lámaként és kiváló politikusként. Az 1980-as években a nepáli uralkodó és kormánya Lopön Csecsu Rinpocsét bízta meg a nepáli buddhisták tevékenységének koordinálásával. Ettől kezdve ő szervezte meg az állami támogatás elosztását a kétezer nepáli kolostor között. Mindezek mellett sok időt és energiát fordított a már meglévő kolostorok fennmaradásának segítésére, és tanácsokkal látta el az új kezdeményezéseket. Több, mint húsz évig töltötte be ezt a posztot. Lopön Csecsu Rinpocse először 1988-ban utazott nyugatra, ahol sok gyakorlót részesített tanításokban és átadásokban. A következő tizenöt évben több ezren vettek részt tanításain és beavatásain Európában, Oroszországban és Amerikában.
1997-ben megalapította a Buddha Dharma Központ nevű kolostort Kathmandu közelében, Swayambhunathban.
Lopön Csecsu Rinpocse számos sztúpát, a Buddha megvilágosodott tudatát jelképező építményt épített keleten és nyugaton. Pályafutásának koronagyémántja és egyik legnagyobb öröksége a benalmádenai (Malaga, Spanyolország) Megvilágodás-sztúpa. A harminchárom méter magas sztúpát, mely a nyugati világ legnagyobb sztúpája, 2003-ban avatták fel.
Ő volt az első tanítója Láma Ole Nydahlnak, a nyugati Gyémánt Út Buddhizmus megalapítójának és vezetőjének.
Lopön Csecsu Rinpocse 2003. június 10-én halt meg. Az egyik utolsó képviselője volt annak a lámanemzedéknek, amely még a kínai megszállás előtti Tibetben részesült képzésben.

## Lásd még
- Kalacsakra
- Kalacsakra sztúpa
- Karma kagyü
- Gyémánt Út Buddhista Közösség
- Táje Dordzse
- Láma Ole Nydahl
- Serab Gyalcen rinpocse
- Dalai láma
- Tibeti buddhizmus